# Arquidiócesis de Maceió
La arquidiócesis de Maceió (en latín: Archidioecesis Maceiensis y en portugués: Arquidiocese de Maceió) es una circunscripción eclesiástica de la Iglesia católica en Brasil. Se trata de una arquidiócesis latina, sede metropolitana de la provincia eclesiástica de Maceió. Desde el 28 de enero de 2009 su arzobispo es Antônio Muniz Fernandes, de Orden de Nuestra Señora del Monte Carmelo.

## Territorio y organización
La arquidiócesis tiene 8545 km² y extiende su jurisdicción sobre los fieles católicos de rito latino residentes en la parte oriental del estado de Alagoas.
La sede de la arquidiócesis se encuentra en la ciudad de Maceió, en donde se halla la Catedral de Nuestra Señora de los Placeres.
En 2019 en la arquidiócesis existían 83 parroquias.
La arquidiócesis tiene como sufragáneas a las diócesis de: Palmeira dos Índios y Penedo.

## Historia
La diócesis de Alagoas fue erigida el 2 de julio de 1900 con el decreto Postremis hisce temporibus' de la Congregación Consistorial, obteniendo el territorio de la diócesis de Olinda (hoy arquidiócesis de Olinda y Recife).
Originalmente sufragánea de la arquidiócesis de San Salvador de Bahía, el 6 de febrero de 1914 pasó a formar parte de la provincia eclesiástica de la arquidiócesis de Olinda.
El 3 de abril de 1916 cedió una parte de su territorio para la erección de la diócesis de Penedo mediante la bula Catholicae Ecclesiae cura del papa Benedicto XV.
El 25 de agosto de 1917 asumió el nombre de diócesis de Maceió con el decreto Quum dioecesis de la Congregación Consistorial.
El 13 de febrero de 1920 fue elevada al rango de arquidiócesis metropolitana en virtud de la bula Inter varias del papa Benedicto XV.
El 10 de febrero de 1962 cedió otra porción de territorio para la erección de la diócesis de Palmeira dos Índios mediante la bula Quam supremam del papa Juan XXIII.
El 26 de octubre de 1965, con la carta apostólica Quam Matrem Ecclesiae, el papa Pablo VI proclamó a la Santísima Virgen María, conocida como Nossa Senhora dos Prazeres, patrona principal de la arquidiócesis.

## Estadísticas
Según el Anuario Pontificio 2020 la arquidiócesis tenía a fines de 2019 un total de 1 085 200 fieles bautizados.
| Año                                                                             | Población            | Población | Población      | Sacerdotes | Sacerdotes    | Sacerdotes    | Bautizados por sacerdote | Diáconos permanentes | Religiosos | Religiosos | Parroquias |
| Año                                                                             | Bautizados católicos | Total     | % de católicos | Total      | Clero secular | Clero regular | Bautizados por sacerdote | Diáconos permanentes | Varones    | Mujeres    | Parroquias |
| ------------------------------------------------------------------------------- | -------------------- | --------- | -------------- | ---------- | ------------- | ------------- | ------------------------ | -------------------- | ---------- | ---------- | ---------- |
| 1950                                                                            | 620 000              | 623 756   | 99.4           | 61         | 45            | 16            | 10 163                   |                      | 36         | 90         | 28         |
| 1966                                                                            | 697 664              | 700 000   | 99.7           | 50         | 32            | 18            | 13 953                   |                      | 18         | 196        | 29         |
| 1967                                                                            | 687 347              | 700 000   | 98.2           | 53         | 33            | 20            | 12 968                   |                      | 18         | 216        | 29         |
| 1976                                                                            | 810 000              | 830 000   | 97.6           | 44         | 29            | 15            | 18 409                   | 6                    | 24         | 186        | 31         |
| 1980                                                                            | 848 000              | 953 000   | 89.0           | 50         | 31            | 19            | 16 960                   | 6                    | 33         | 203        | 33         |
| 1990                                                                            | 854 000              | 1 220 000 | 70.0           | 53         | 37            | 16            | 16 113                   | 6                    | 32         | 258        | 43         |
| 1999                                                                            | 1 180 000            | 1 680 220 | 70.2           | 92         | 71            | 21            | 12 826                   | 28                   | 49         | 220        | 50         |
| 2000                                                                            | 1 200 000            | 1 600 000 | 75.0           | 80         | 62            | 18            | 15 000                   | 28                   | 45         | 205        | 50         |
| 2001                                                                            | 1 200 000            | 1 600 000 | 75.0           | 81         | 63            | 18            | 14 814                   | 28                   | 45         | 205        | 50         |
| 2002                                                                            | 1 279 000            | 1 705 000 | 75.0           | 80         | 62            | 18            | 15 987                   | 24                   | 45         | 205        | 50         |
| 2003                                                                            | 944 100              | 1 452 476 | 65.0           | 62         | 44            | 18            | 15 227                   | 24                   | 45         | 205        | 42         |
| 2013                                                                            | 1 032 000            | 1 636 000 | 63.1           | 99         | 79            | 20            | 10 424                   | 17                   | 29         | 197        | 72         |
| 2016                                                                            | 1 058 000            | 1 677 000 | 63.1           | 100        | 75            | 25            | 10 580                   | 22                   | 38         | 173        | 78         |
| 2019                                                                            | 1 085 200            | 1 719 000 | 63.1           | 121        | 102           | 19            | 8968                     | 17                   | 51         | 166        | 83         |
| Fuente: Catholic-Hierarchy, que a su vez toma los datos del Anuario Pontificio. |                      |           |                |            |               |               |                          |                      |            |            |            |

## Episcopologio
- Antônio Manoel de Castilho Brandão † (22 de junio de 1901-15 de marzo de 1910 falleció)
- Manoel Antônio de Oliveira Lopes † (26 de noviembre de 1910-27 de julio de 1922 falleció)
- Santino Maria da Silva Coutinho † (19 de enero de 1923-10 de enero de 1939 falleció)
- Ranulfo da Silva Farias † (5 de agosto de 1939-19 de octubre de 1963 falleció)
- Adelmo Cavalcante Machado † (19 de octubre de 1963 por sucesión-24 de noviembre de 1976 renunció)
- Miguel Fenelon Câmara Filho † (24 de noviembre de 1976 por sucesión-7 de octubre de 1984 nombrado arzobispo de Teresina)
- José Lamartine Soares † (2 de abril de 1985-18 de agosto de 1985 falleció)
- Edvaldo Gonçalves Amaral, S.D.B. (24 de octubre de 1985-3 de julio de 2002 retirado)
- José Carlos Melo, C.M. † (3 de julio de 2002-22 de noviembre de 2006 retirado)
- Antônio Muniz Fernandes, O.Carm., desde el 22 de noviembre de 2006